# Mohammed Ghani Hikmat
Mohammed Ghani Hikmat (arabiska: محمد غني حكمت) född 1929, död 12 september 2011, var en irakisk skulptör och konstnär. Han skapade några av Bagdads högst profilerade skulpturer och monumenter. Hikmats mest kända verk inkluderar Victory Arch och två statyer av Scheherazade och Shahryār. Verken finns på Aby Nuwas Street.
Hikmat föddes år 1929 i Bagdads stadsdel Kazimain. Han avslutade sina studier i Fine Arts Institute i Bagdad 1953. År 1957 kvalificerade han sig i Academy of Fine Arts i Rom, Italien. Hikmat blev medlem i Baghdad Group for Modern Art år 1953 och Al-Zawiya Group år 1967.
Mohammed Ghani Hikmat dog den 12 september 2011 i Amman, Jordan, där han fick sjukvård. Han blev 82 år gammal.